# Raphaël Quenard

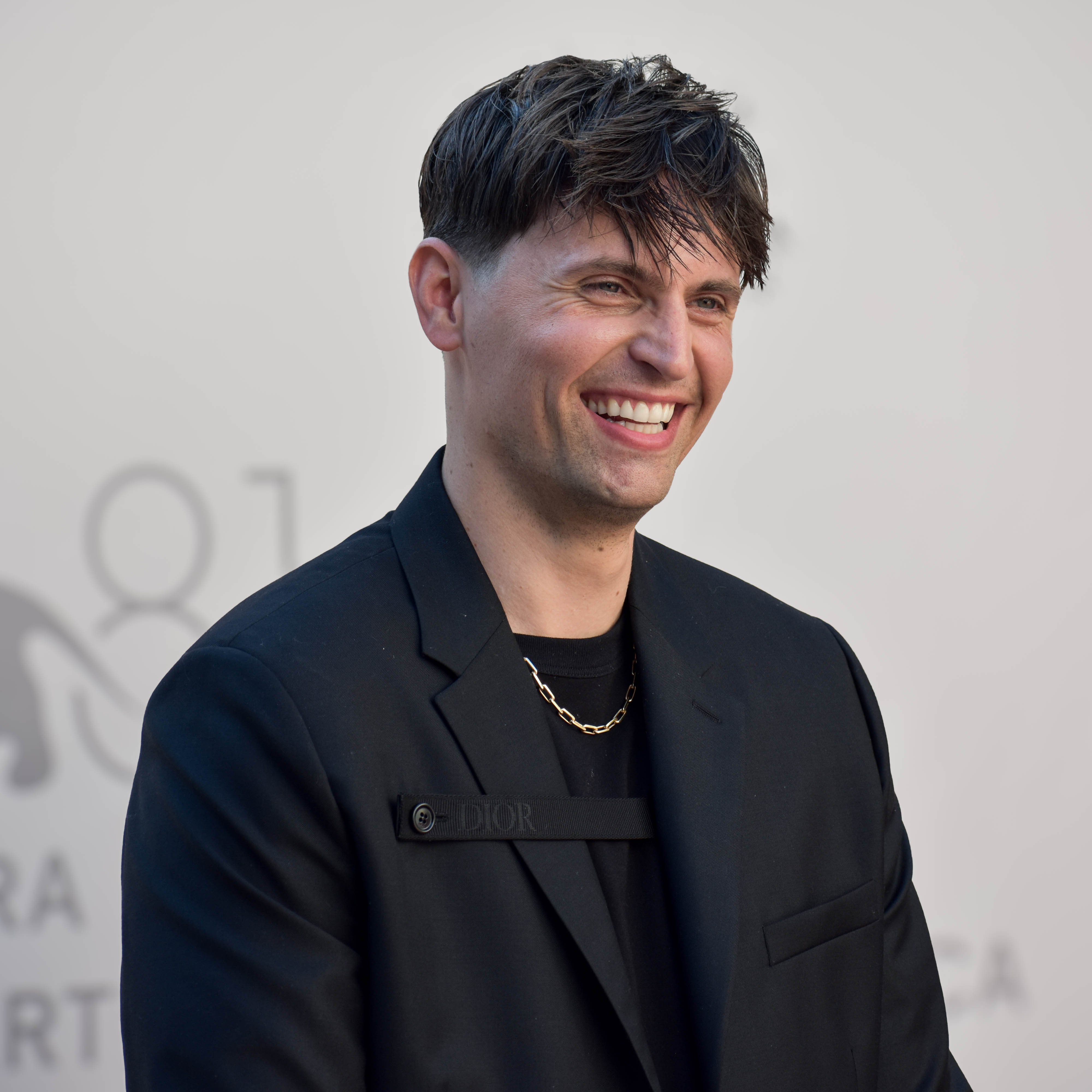
Raphaël Quenard (2024)

Raphaël Quenard (* 1991) ist ein französischer Filmschauspieler.

## Leben
Raphaël Quenard wurde 1991 geboren und wuchs in der Gemeinde Gières in der Nähe von Grenoble auf. Nach seinem Abitur besuchte er erst einige Monate lang die École des Pupilles de l’Air und studierte hiernach Chemie in Paris und erwarb 2014 sein Diplom. Nachdem Quenard parlamentarischer Assistent der sozialistischen Abgeordneten des 4. Bezirks von Savoie Bernadette Laclais war, besuchte er den Comédie-Kurs bei dem 2020 verstorbenen Schauspieler und Schauspiellehrer Jean-Laurent Cochet.
Sein Leinwanddebüt gab er in Emma Benestans Kurzfilm L’Amour du risque, die ihn auch in einer der Hauptrollen für ihr Spielfilmdebüt Fragile besetzte. Von 2018 bis 2020 spielte er in insgesamt 20 Folgen der Fernsehserie HP den manisch-depressiven Jimmy. In Filmnebenrollen war Quenard in dieser Zeit in Bertrand Bonellos Fantasy-Zombie-Film Zombi Child und dem Thriller Stiller Verdacht von Christophe Lamotte zu sehen. Es folgte eine Nebenrolle in dem Filmdrama Wo in Paris die Sonne aufgeht von Jacques Audiard und die Hauptrolle in Elie Girards mittellangem Film Die Junggesellen, die 2022 für ihre Arbeit mit dem César ausgezeichnet wurde.
Auch in Michel Hazanavicius’ Film Final Cut of the Dead von 2022 erhielt er eine kleinere Rolle. In der Tragikomödie Schrottplatzköter von Jean-Baptiste Durand, die im April 2023 in die französischen Kinos kam, spielte Quenard in einer weiteren Hauptrolle an der Seite von Anthony Bajon und Galatéa Bellugi einen jungen Mann, der sich mit der Langeweile herumschlagen muss, die das Leben auf dem Land mit sich bringt. Es folgte die Titelrolle in der schwarzen Komödie Yannick von Quentin Dupieux, die im August 2023 in die französischen Kinos kam. Quenard war bereits in dessen Fantasykomödie Mandibules an der Seite von Adèle Exarchopoulos und Grégoire Ludig und in Dupieux’ Science-Fiction-Komödie Fumer fait tousser in Nebenrollen zu sehen. Es folgte eine Hauptrolle in Dupieux' Film Le deuxième acte, der im Mai 2024 bei den Internationalen Filmfestspielen in Cannes seine Premiere feierte.
Ein weiteres Engagement erhielt Quenard in der Filmkomödie Beating Hearts von Gilles Lellouche, die 2024 in die Kinos kommen soll und in der er an der Seite von François Civil, Alain Chabat und Benoît Poelvoorde spielt.

## Filmografie
- 2018–2020: HP (Fernsehserie, 20 Folgen)
- 2019: L’Amour du risque (Kurzfilm)
- 2019: Zombi Child
- 2019: Stiller Verdacht (La part du soupçon)
- 2019: Meine überirdische Mutter (Si tu vois ma mère)
- 2020: La Daronne
- 2020: Mandibules
- 2020: La Troisième Guerre
- 2020: Gagarin – Einmal schwerelos und zurück (Gagarine)
- 2020: Die Junggesellen (Les mauvais garçons)
- 2020: Vaurien
- 2021: Wo in Paris die Sonne aufgeht (Les Olympiades)
- 2021: Fragile
- 2022: Fumer fait tousser
- 2022: Final Cut of the Dead (Coupez!)
- 2023: Der Duft des Goldes (Cash)
- 2023: Schrottplatzköter (Chien de la casse)
- 2023: Yannick
- 2023: All eure Gesichter (Je verrai toujours vos visages)
- 2024: Le deuxième acte
- 2024: Beating Hearts (L’amour ouf)
- 2024: Pourquoi tu souris?
- 2024: Was uns verbindet (L'attachement)
- 2024: Ich lasse mir nichts mehr gefallen (Je ne me laisserai plus faire)

## Auszeichnungen
César
- 2024: Nominierung als Bester Hauptdarsteller (Yannick)
- 2024: Auszeichnung als Bester Nachwuchsdarsteller (Junkyard Dog)[4]

Festival de Télévision de Monte-Carlo
- 2019: Nominierung als Bester Schauspieler in einer Comedy-Serie (HP)[5]

Prix Lumières
- 2024: Auszeichnung als Bester Nachwuchsdarsteller (Schrottplatzköter)